# Nereo Rocco
Nereo Rocco (* 20. Mai 1912 in Triest, Österreich-Ungarn; † 20. Februar 1979 in Triest, Italien) war ein italienischer Fußballspieler und -trainer.

## Spielerkarriere
Nereo Rocco begann seine Karriere auf der Position des Halbstürmers bei US Triestina. 1937 wechselte er zur SSC Neapel, später beendete er seine Karriere bei AC Padua während der Kriegszeit. In der Nationalmannschaft brachte er es zu einem Einsatz. Er spielte auf Halblinks beim 4:0-Sieg im WM-Qualifikationsspiel am 25. März 1934 gegen Griechenland.

## Trainerkarriere
Durch seine Tätigkeit bei der AC Padua (1954 bis 1961), wo Nereo Rocco 1955 den Aufstieg in die Serie A bewerkstelligte und Padua bis zu seinem Abschied 1961 dort halten konnte, war der Trainer dem Präsidium der AC Mailand positiv aufgefallen. Sie verpflichteten den Mann aus Triest zur Runde 1961/62 als neuen Trainer für die „Rossoneri“. Bereits in seiner ersten Saison gewann er mit Mailand den Titel in der Serie A.
Im Europapokal der Landesmeister 1962/63 führte er seine Mannschaft nach Erfolgen gegen Union Sportive Luxemburg, Ipswich Town, Galatasaray Istanbul und den FC Dundee im Halbfinale, in das Endspiel am 22. Mai 1963 nach London gegen den Titelverteidiger Benfica Lissabon. Dank seiner Motivationskünste und taktischen Fähigkeiten vermochte er mit seiner Mannschaft auch attraktiven Offensivfußball zu spielen und setzte nicht ausschließlich auf die Defensive. Eusebio brachte im Wembley-Stadion die Portugiesen zwar mit 1:0 in Führung, zwei Treffer von José Altafini entschieden das Spiel aber dennoch für die Mannschaft aus der Lombardei. Die Defensive um Torhüter Giorgio Ghezzi, Ausputzer Cesare Maldini und dem Sonderbewacher von Eusebio, Giovanni Trapattoni, ließen nach der 2:1-Führung keinen Gegentreffer mehr zu. Die klaren Siege mit 3:0 Toren gegen Ipswich, 5:0 gegen Galatasaray und der 5:1-Halbfinalsieg im San-Siro-Stadion gegen die „Dark Blues“ aus Dundee sprachen deutlich für die Spielphilosophie von Nereo Rocco.
In seinem zweiten Engagement ab 1967 gewann er mit Mailand zuerst mit neun Punkten Vorsprung vor der SSC Neapel 1968 in der Serie A den neunten „Scudetto“. Nach Erfolgen gegen Lewski Sofia, Győri Vasas ETO, Standard Lüttich und im Halbfinale gegen den Titelverteidiger FC Bayern München zog er auch im Europapokal der Pokalsieger in das Finale am 23. Mai 1968 in Rotterdam gegen den Hamburger SV ein. Die Mannen um Uwe Seeler hatten gegen die Rocco-Schützlinge bei der 0:2-Niederlage keine ernsthafte Siegchance. Zu groß war die technische, spielerische und taktische Überlegenheit der AC Mailand.
Im Jahr darauf, 1969, führte der Mann aus Triest sein Team auch in das Finale des Europapokals der Landesmeister. Wiederum hatte er im Halbfinale mit Manchester United den Titelverteidiger ausgeschaltet. Am 28. Mai 1969 im Santiago-Bernabéu-Stadion in Madrid setzte sich das Team von Rocco überlegen mit 4:1 Toren gegen Ajax Amsterdam durch. Die Abwehr mit Torhüter Cudicini und den Abwehrspielern Anquiletti, Malatrasi, Rosato und Schnellinger war im Verbund mit den Mittelfeldspielern Trapattoni, Lodetti und Rivera einfach zu stark, um die Offensive um Johan Cruyff auf Ajax-Seite wirksam zu Entfaltung kommen zu lassen. Damit aber noch nicht genug des Erfolgs, Nereo Rocco und seine Mannschaft gewannen auch noch den Weltpokal des Jahres 1969 gegen Estudiantes de la Plata.
Den vierten Europacup-Erfolg feierte Rocco im Jahre 1973 im Cup der Pokalsieger. Red Boys Differdange, Legia Warschau, Spartak Moskau und Sparta Prag waren die Stationen vor dem Finale am 16. Mai 1973 in Saloniki gegen Leeds United. Im Endspiel musste der Trainer kurzfristig auf seinen Abwehrchef Karl-Heinz Schnellinger verzichten, der sich im Abschlusstraining eine Oberschenkelzerrung zugezogen hatte. Mit einem Tor von Luciano Chiarugi entschied Mailand das Spiel und hatte damit auch den Pokalsiegerwettbewerb zum zweiten Mal gewonnen. Der „Paron“ krönte damit sein erfolgreiches Wirken beim AC Mailand und zog sich auf den Posten des Sportdirektors zurück. Als Mailand in der Serie 1976/77 in den Abstiegsstrudel zu geraten schien, sprang Rocco nochmals als Interimscoach ein und übernahm vom Februar bis Juni 1977 das Traineramt. Aufgrund des Pokalsieges war man in der kommenden Saison für den Europapokal der Pokalsieger spielberechtigt.
Sein Heimatklub, die US Triestina, benannte ihr Fußballstadion nach dem bekannten Spieler und noch erfolgreicheren Trainer (Stadio Nereo Rocco). In der Nationalmannschaft durfte er allerdings nur einmal spielen.

### Erfolge als Trainer
(Alle AC Mailand)
International
- Europapokal der Landesmeister: 1962/63, 1968/69
- Europapokal der Pokalsieger: 1967/68, 1972/73
- Weltpokal: 1969

National
- Italienische Meisterschaft: 1961/62, 1967/68
- Italienischer Pokal: 1971/72, 1972/73, 1976/77

## Sonstiges
- Ritter des Verdienstordens der Italienischen Republik
- Hall of Fame des Italienischen Fußballs: 2012